# 糸屋鎌吉
糸屋 鎌吉（いとや けんきち、1911年4月8日9 - 2003年7月27日）は、詩人、同人詩誌「青衣」主宰。本名は西塚俊一。

## 人物
青森県八戸市出身。日本大学芸術科卒業。戦後詩作を始める。昭和30年（1955年）、同人詩誌「青衣（せいい）」を創刊。昭和61年（1986年）、詩集『尺骨』（芸立出版、1986年）で晩翠賞を受賞。日本現代詩人会会員。
昭和26年（1951年）、東京交響楽団に事務主事として入職。
また、中河与一に師事し、中河が主宰する文藝同人誌「ラマンチャ」（1951年創刊）に発行人として参加。また、林富士馬、西垣脩と、詩雑誌『三角帽子』を刊行。
昭和52年（1977年）には日本ポーランド協会創立に携わり、昭和58年（1983年）、音楽文化交流の功績によりポーランド政府から文化功労章金章が贈られた。日本ショパン協会常務理事、副会長を歴任。日本シマノフスキ協会理事。
平成15年（2003年）肺炎のために東京都世田谷区の病院で死去、享年92。

## 作品
- 昭和24年（1949年）詩集「水」
- 昭和34年（1959年）詩集「首の蔭」
- 昭和39年（1964年）詩集「パラダイス」
- 昭和49年（1974年）詩集「嘘の木」
- 昭和53年（1978年）詩集「秘篇」
- 昭和55年（1980年）「糸屋鎌吉短編集」詩学社
- 昭和61年（1986年）詩集「尺骨」（土井晩翠賞受賞）
- 平成3年（1991年）詩集「舟底・雪」春秋社
- 平成6年（1994年）日本現代詩文庫86「糸屋鎌吉詩集」土曜美術社
- 平成7年（1995年）詩集「烏兎」春秋社
- 平成12年（2000年）詩集「此方」春秋社
- 平成19年（2007年）詩集「昼月」春秋社（未発表分を糸屋没後遺族が発刊）

## 同人詩誌「青衣」
- 概要
  - 昭和30年（1955年）創刊
  - 発行所：青衣社
  - 発行人：糸屋鎌吉 - 編集人：西垣脩
  - 同人：秋田大三郎、伊勢山峻、上平紗恵子、高橋渡、比留間一成。のちに江良亜来子、河合智恵子、芝高淳、西垣直子、表孝子、井上喜美子、布川鴇が参加。この間に片村至雄、三井葉子、山下千江も同人として参加。
- 現在（平成22年（2010年）現在）
  - 第132号まで発行
  - 発行人：比留間一成 - 編集代表：伊勢山峻

## そのほか
- 「日本歌曲集5」全音楽譜出版社出版部編（全音楽譜出版社、1991年）に糸屋作詞の楽曲が三曲収められている。作曲は岡島雅興。
  - 天国幻想（糸屋鎌吉に依る三つの詩より）
  - 羽衣（糸屋鎌吉に依る三つの詩より）
  - 冬の温泉場（糸屋鎌吉に依る三つの詩より）
- 「高田三郎歌曲集」音楽の友社
  - ラッパ「三つの素描」
  - 泥柳「三つの素描」
  - ジン「三つの素描」
- 湯山昭「合唱賛歌」カワイ出版
  - 歌とタオルと愛と